# Heaven for Everyone
Heaven for Everyone – ballada rockowa napisana przez Rogera Taylora. Pierwotnie utwór pojawił się na albumie jego zespołu The Cross, Shove it z Freddiem Mercurym jako gościnnym wokalistą. W 1995 roku piosenkę w innej aranżacji umieszczono na albumie grupy Queen Made in Heaven i wydano jako pierwszy singel z tej płyty.
Teledysk The Cross przedstawiał Rogera Taylora i osoby w podeszłym wieku wchodzące po drabinie, by dotknąć nieba.
Podczas prac nad albumem Shove It, w których brał udział Mercury, nagrano dwie wersje utworu: z Mercurym jako głównym wokalistą i jako wspomagającego Taylora (o 20 sek. dłuższa).
W wersji Queen usunięto mówiony wstęp, refren i pierwotną końcówkę. Celem tych zmian było prawdopodobnie uczynienie utworu bardziej przystępnym i lepiej nadającym się do radia.
„Heaven for Everyone” był pierwszym singlem z albumu Made in Heaven i został wydany dwa tygodnie przed jego premierą.

## Listy przebojów
| Kraj | Lista                            | Pozycja | Źr.   |
| ---- | -------------------------------- | ------- | ----- |
| FI   | Suomen virallinen lista: Singlet | 5       | [ 3 ] |